# Kondrocyt
Kondrocyt avser den celltyp som till största delen finns i brosk (cirka 90 procent av cellmängden); resterande celler är epitelceller runt vävnaden samt stamceller i vävnaden. Kondrocyter har själva alla egenskaper som krävs för att kunna bygga upp brosk. 
De ligger utspridda i en fast gelliknande substans som kallas matrix och består av bland annat fibrer, framförallt kollagen. Kondrocyterna utsöndrar kollagen och sköter om matrixen.
Kondrocyterna utvecklas från mesenkymala stamceller genom prekondrogen ossifikation. De går först in i ett stadium där de delar sig och blir fler, för att sedan övergå i ett hypertroft stadium. I det hypertrofa stadiet slutar de att dela sig och tillväxer istället i storlek så att de blir uppsvällda. De pressar då undan matrixen, samtidigt som de kalcifierar brosket så att det blir hårdare. Sedan begår de självmord (apoptos) och lämnar plats för benbildande celler.
Cancerceller som påminner om kondrocyter kallas kondrosarkom.